# ダニエル・ピンク

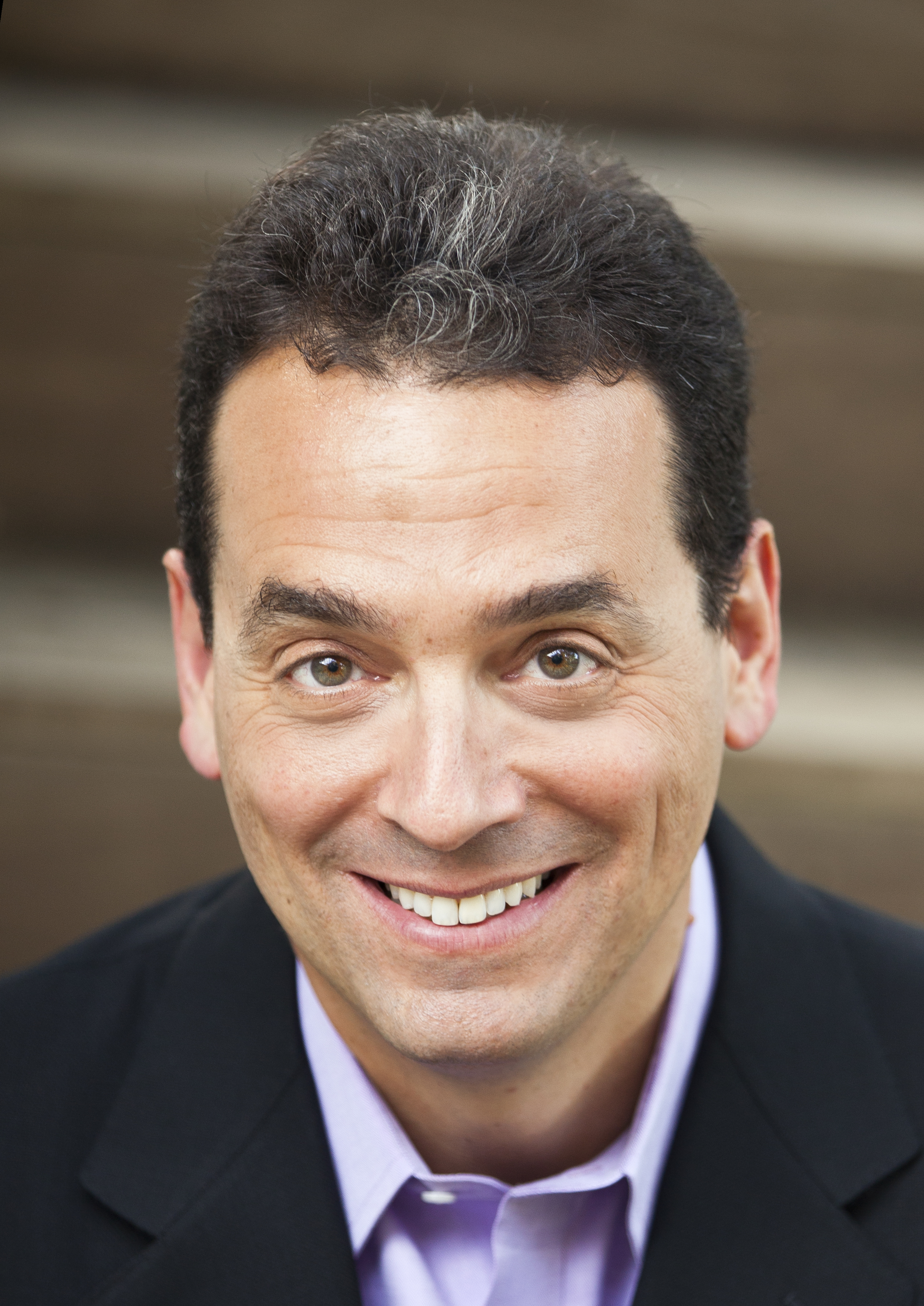
Daniel H. Pink

ダニエル・ピンク（英: Daniel H. Pink、1964年 - ）は、アメリカ合衆国の作家、文筆家。
スコット・マクラウド作画の『マンガ学 マンガによるマンガのためのマンガ理論』を高く評価し、2007年、日本の漫画を研究するためジャパン・ソサエティー（全米最大の日米交流団体）のメディア・フェローとして日本に滞在していた。『デキるやつに生まれかわる6つのレッスン』は全編をマンガで書き上げた（原作部のみ。作画者は別にいる）。過去刊行物の焼き直しやアンソロジーでなく、オリジナル刊行物を、漫画のみで刊行するという、思想書として類を見ない挑戦である。
近年は社会評論、ビジネス関連の著書も多く、主な著書に『ハイコンセプト』『モチベーション3.0』などがある。

## 経歴
1964年にアメリカ合衆国に生まれる。オハイオ州コロンバス郊外出身。1982年ベックスリー高校（Bexley High School）を卒業。ノースウェスタン大学卒業後、エール大学ロースクールにて法学博士号を取得。ビル・クリントン政権下のロバート・ライシュの補佐官を経て、1995年から1997年までアル・ゴア副大統領の首席スピーチライターを務めた。その後、フリーエージェントを宣言して（最初の著書『フリーエージェント社会の到来』の基盤となる）
、ニューヨーク・タイムズやワシントン・ポストなどの記事や論文を執筆している。

## 主な著書
- 『フリーエージェント社会の到来』（Free Agent Nation）ダイヤモンド社 2002年、池村千秋訳
- 『ハイ・コンセプト「新しいこと」を考え出す人の時代』（A Whole New Mind: Why Right-Brainers Will Rule the Future）三笠書房 2006年、大前研一訳
- 『ジョニー・ブンコの冒険 デキるやつに生まれかわる6つのレッスン』（The Adventures of Johnny Bunko: The Last Career Guide You'll Ever Need）講談社  2009年、ロブ・テン・パ作画、岩木貴子訳
- 『モチベーション3.0』（Drive: The Surprising Truth About What Motivates Us）講談社 2010年、大前研一訳
- 『人を動かす、新たな3原則』（To Sell is Human: The Surprising Truth About Moving Others）講談社  2013年、神田昌典訳